# Junquera de Espadañedo
Junquera de Espadañedo (oficialmente y en gallego Xunqueira de Espadanedo) es un municipio de la provincia de Orense en Galicia. Pertenece a la comarca de Allariz-Maceda.
Junquera de Espadañedo es un ayuntamiento con un importante patrimonio, natural y cultural. Destaca el monasterio cisterciense de Santa María con sus "casas da neve" en el monte Meda y la alfarería tradicional de Niñodaguia, única activa en la provincia de Orense y que podemos descubrir en el Museo-Taller da Olería de Niñodaguia.

## Geografía humana

### Demografía
Cuenta con una población de 673 habitantes (INE 2024).
| Gráfica de evolución demográfica de Xunqueira de Espadanedo entre 1842 y 2021 |
| |
| Población de derecho según los censos de población del INE Población de hecho según los censos de población del INEEn este censo se denominaba Junquera de Espadanedo: 1842 En estos censos se denominaba Junquera de Espadañedo: 1857, 1860, 1877, 1887, 1897, 1900, 1910, 1920, 1930, 1940, 1950, 1960 y 1970 En este censo se denominaba Xunqueira de Espadañedo: 1981 |

### Organización territorial
El municipio está formado por veintisiete entidades de población distribuidas en cuatro parroquias:
- Junquera de Espadañedo[7]
- Niñodaguia (Santa María)
- Pensos[7] (San Pedro)[9][8]
- Ramil (San Miguel)

## El monasterio

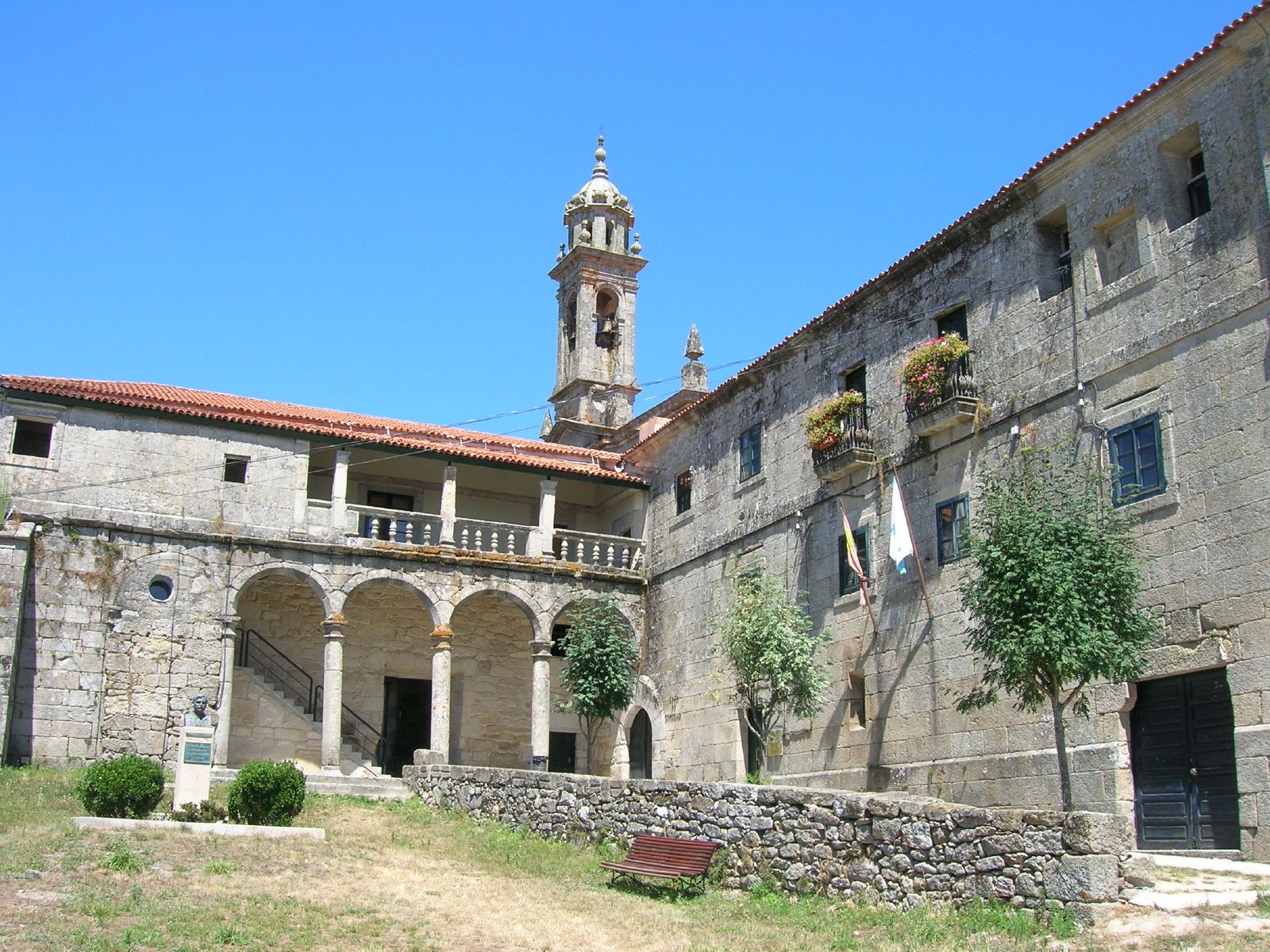
Iglesia del monasterio

Del primitivo monasterio medieval sólo queda la iglesia, un interesante ejemplo del románico tardío (siglo XIII) que caracteriza gran parte del arte cisterciense de la provincial.